# Santa Suzana
Santa Susana (Suzana pela grafia arcaica) é uma aldeia alentejana situada na freguesia do Redondo, Município de Redondo, Distrito de Évora, Alto Alentejo, Portugal.
Encontra-se a 15 km de distância da vila do Redondo e a 30 km da cidade de Évora. Tem igreja, escola primária, parque infantil, sociedade desportiva e recreativa, campo de futebol, dois cafés e minimercado. Actividade principal: agricultura.

## História
A herdade denominada Santa Susana foi deixada ao cabido pelo Bispo D. Pedro no século XVI.
Já é referenciada como Freguesia em 1427 no pergaminho 35 da Colegiada de São Pedro, em que se trata da doação de uma herdade à igreja de São Pedro de Évora por Inês Afonso do Mato.
Em 1839 pertence à Comarca do Estremoz, em 1852 à de Reguengos e em 1874 à de Redondo.
A Freguesia foi extinta, após a proclamação da República em 1910, e anexada à de Redondo.

## Igreja

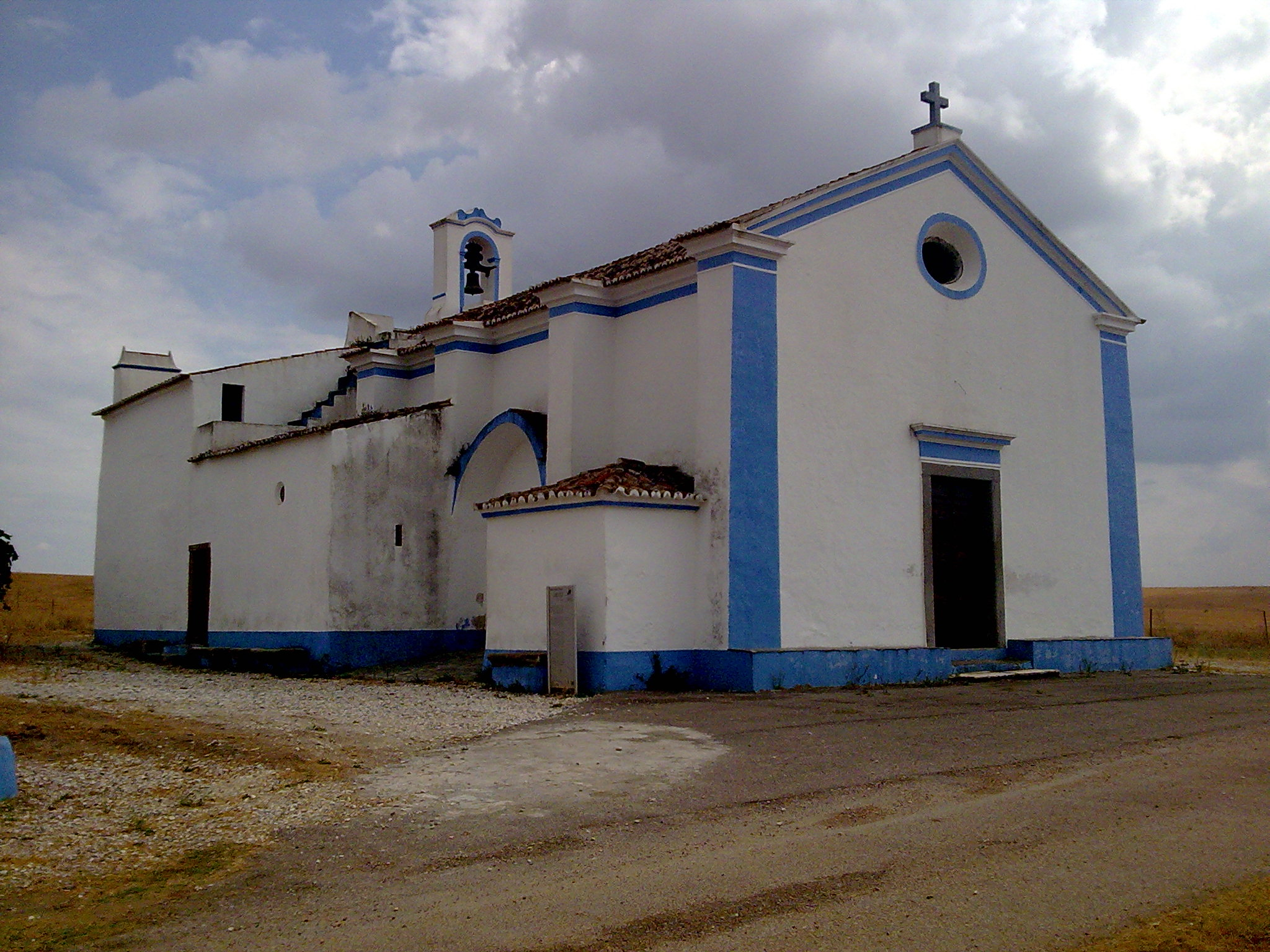
Igreja de Santa Susana

Edifício religioso de carácter rural cuja construção possivelmente já existente no século XV. Monumento de Nave única de planta rectangular, apresenta-se pobre de adornos e com um tecto de volta plena e liso. Possui um púlpito arredondado e oitavado, de alvenaria e tapa-voz de madeira, pintado sem ornados e o Espírito Santo.
Existem 3 tábuas pendentes nos prospectos de pintura portuguesa datados da 2.ª metade do século XVI. O tecto foi enobrecido ao centro pela pintura em moldura octogonal, do Martírio de Santa Susana.
O altarmor apresenta um retábulo de talha do século XVII. No terreiro da Igreja existe um grande peso lagar romano, reaproveitado como base de relógio de sol.
Em torno da Igreja dispersam-se abundantes vestígios de uma ampla "villa" romana.

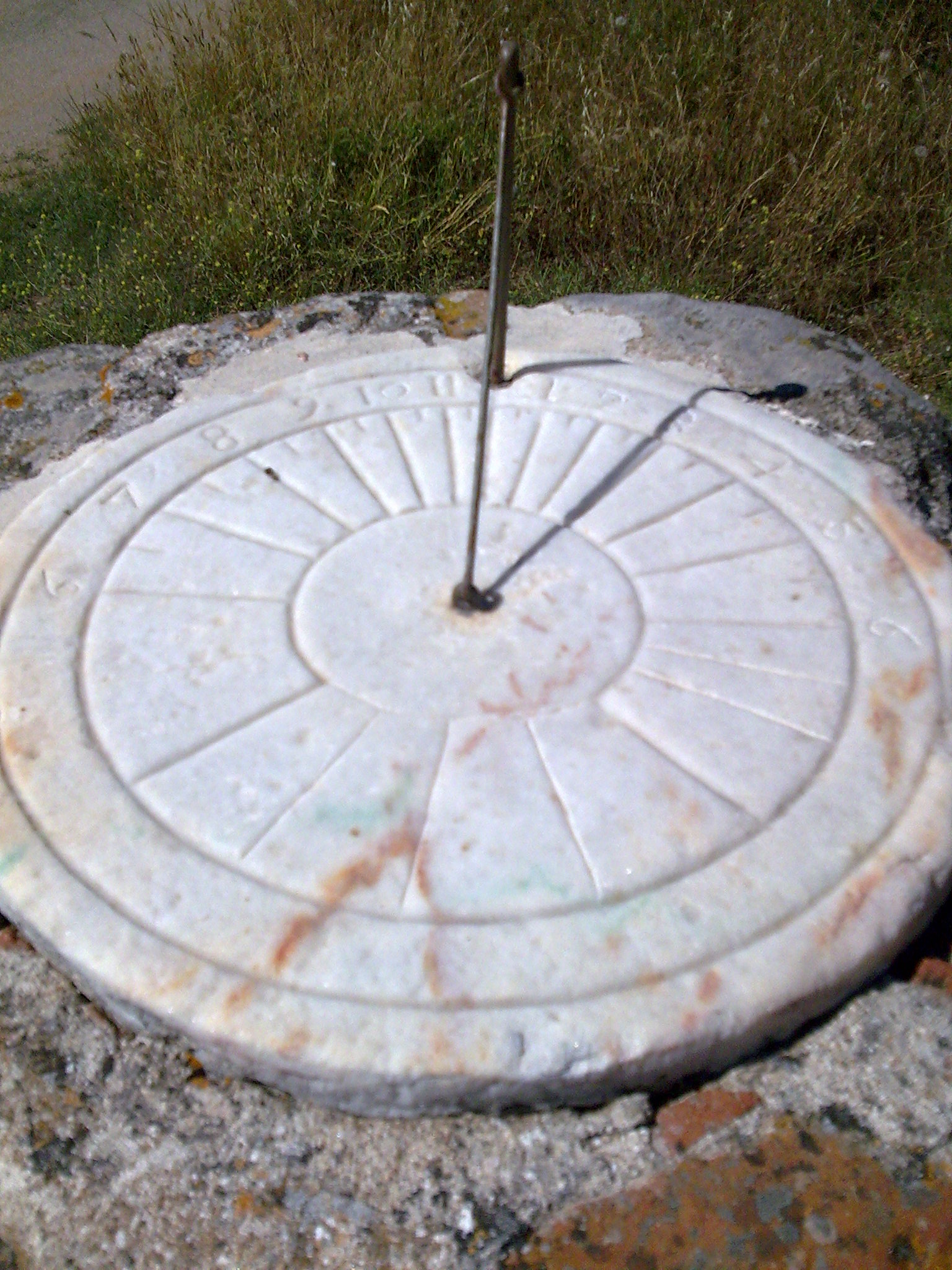
Relógio Solar
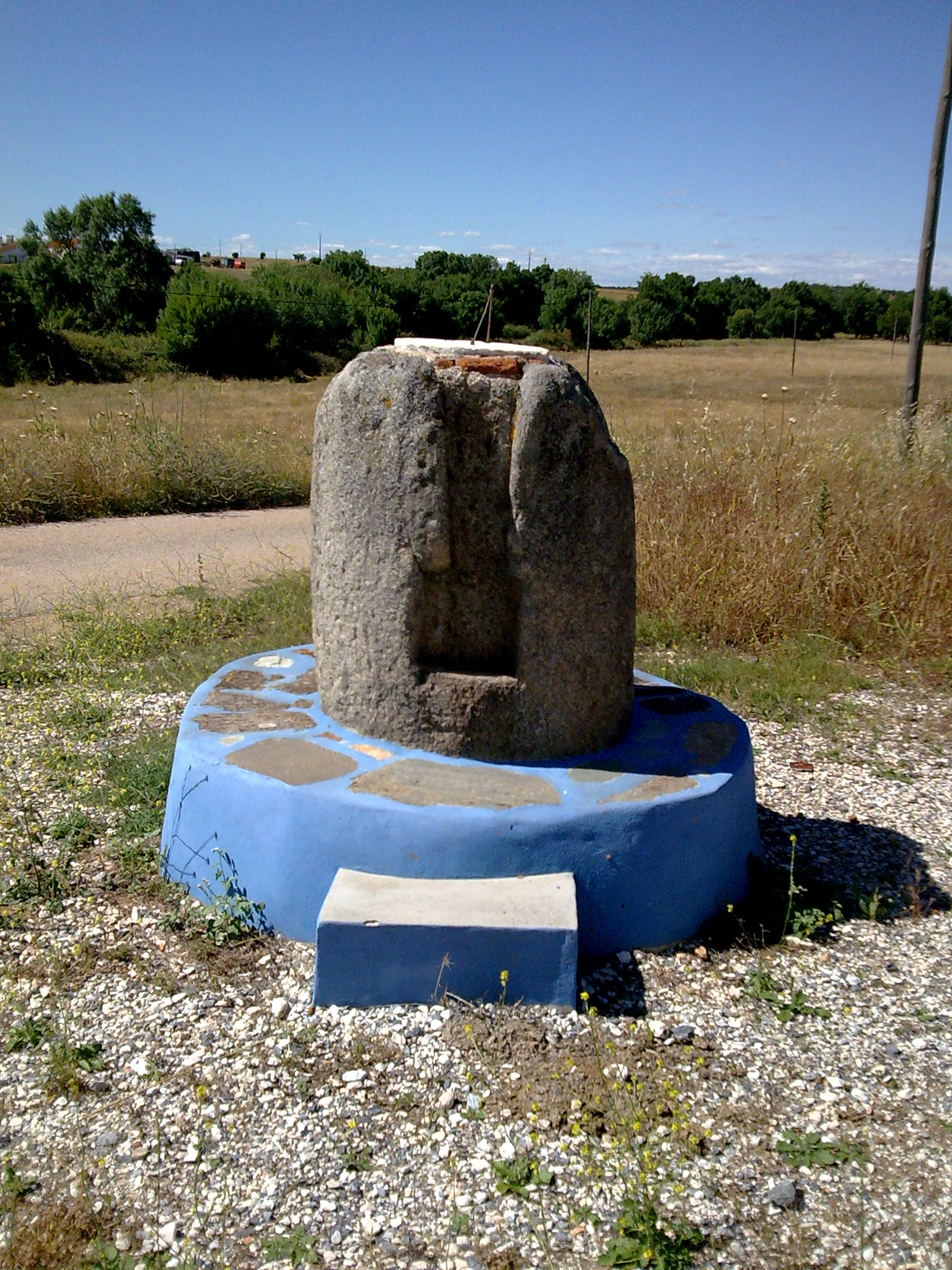
Peso Lagar Romano e Relógio Solar
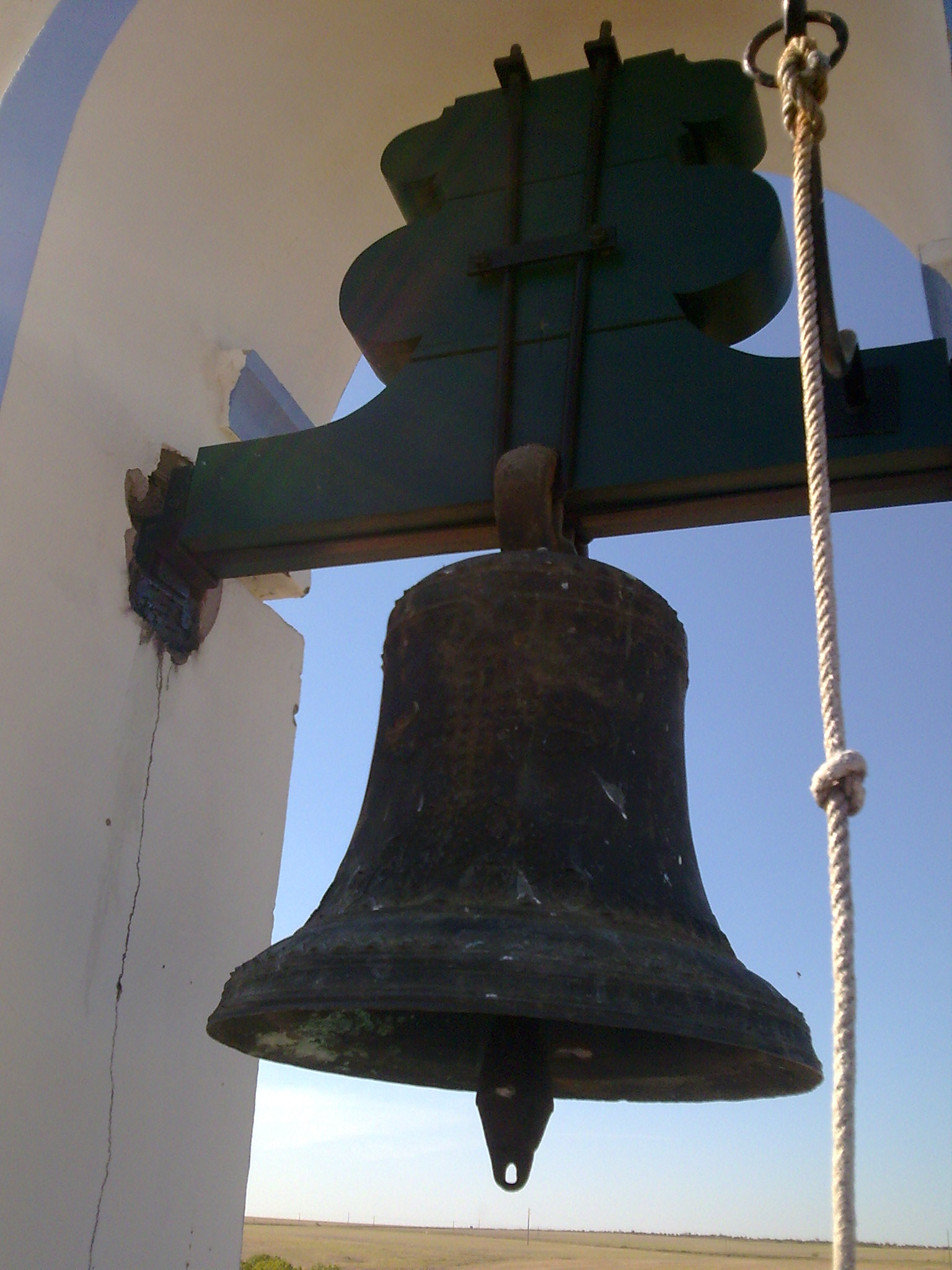
Sino da igreja de Santa Susana
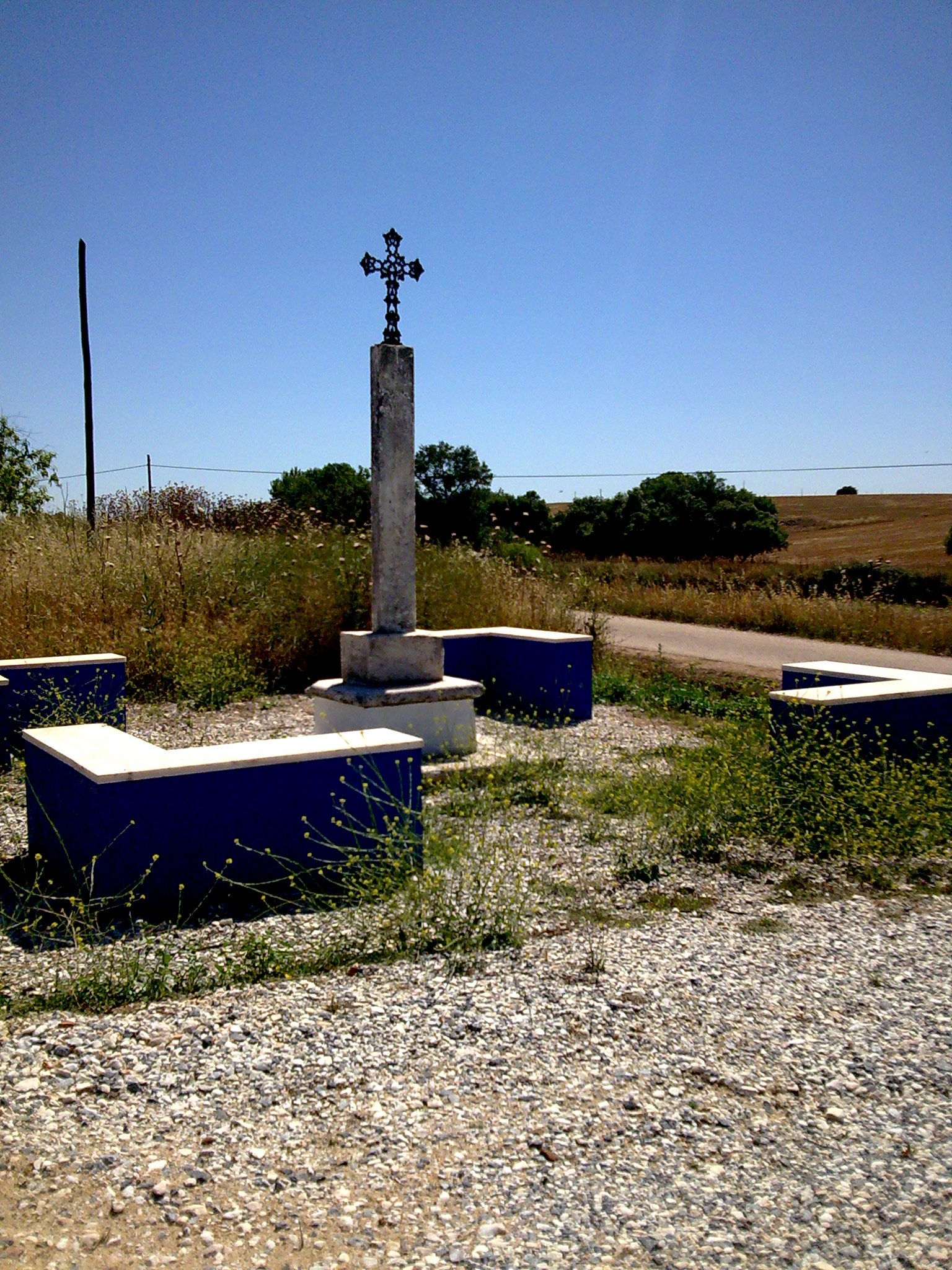
Pelourinho de Santa Susana

### Santa Suzana
O orago é Santa Susana. Segundo um relato do século VI Santa Suzana foi martirizada em 293 A. C..

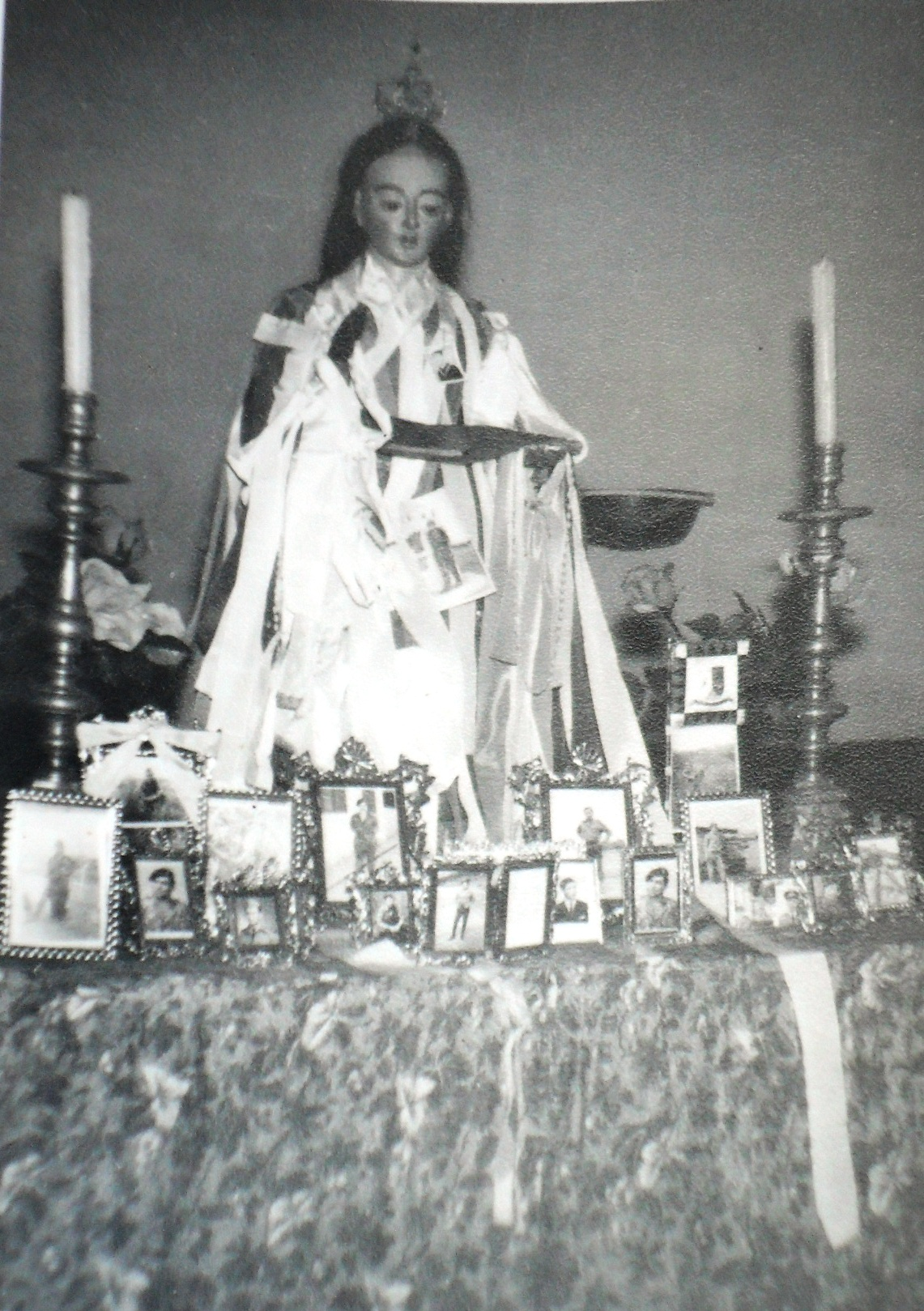
Fotografia de Santa Susana nos anos 60

Suzana era prima de Gaio Aurélio Diocleciano, que se tornou imperador em 284. Suzana, tal como o imperador, era natural da Dalmácia (hoje, Croácia). Suzana tinha três tios sendo eles Caio, Máximo e Cláudio. Caio e Gabínio eram padres cristãos e Suzana também seguia a religião cristã numa época em que o Cristianismo não era ainda legalmente reconhecido pelo estado romano. Máximo e Cláudio faziam parte do governo romano e eram seguidores da antiga religião de Roma. Em dezembro de 283, Caio foi eleito bispo de Roma, e serviria como Papa até à data da sua morte, em abril de 296.
No império Romano, cada imperador deveria indicar um governador menor, também conhecido como "César", que o iria suceder um dia mais tarde. Diocleciano nomeou Maxêncio Galério e na primavera de 293, Diocleciano anunciou o noivado de Maxêncio Galério e a sua prima Suzana uma vez que pretendia incluir o jovem general na sua família casando-o com a única jovem solteira na família. Suzana recusou a proposta de casamento, decisão que teve a aceitação do seu pai e do seu tio Caio, então Papa. Os tios não cristãos de Suzana, tentaram persuadi-la uma vez que o casamento a tornaria futura imperatriz.
O jovem general Maxêncio, dirigiu-se a casa de Suzana, com o intuito de a persuadir a casar, no entanto a insistente recusa de Suzana levantou a suspeita de que ela e outros membros da sua família fossem cristãos. Suzana foi então chamada ao Fórum Romano a fim de provar a sua lealdade ao estado, com um acto de adoração a deus Júpiter. Suzana recusou confirmando que ela e os outros membros da família seriam cristãos revelando que recusou a proposta de casamento por querer manter o seu compromisso com Cristo e porque havia tomado o voto de virgindade. Quando Diocleciano tomou conhecimento da recusa e das razões, ficou furioso e ordenou a sua execução.
Suzana foi decapitada em sua casa e o seu pai Gabínio foi preso e passou fome até morrer na prisão. A restante família foi martirizada. O único sobrevivente foi o Papa Caio, que conseguiu esconder-se nas catacumbas.
Em 330 foi construída uma basílica sobre a casa de Suzana inicialmente denominada de Basílica de São Caio em honra ao Papa que lá tinha residido tendo os corpos de Suzana e seu pai sido transladados das catacumbas para o interior da igreja. No ano 590, o Papa São Gregório, em reconhecimento ao culto devocional que havia crescido ao redor do túmulo de Santa Suzana, renomeou a Basílica em sua honra de Santa Susanna.
O dia da festa de Santa Suzana é 11 de agosto.

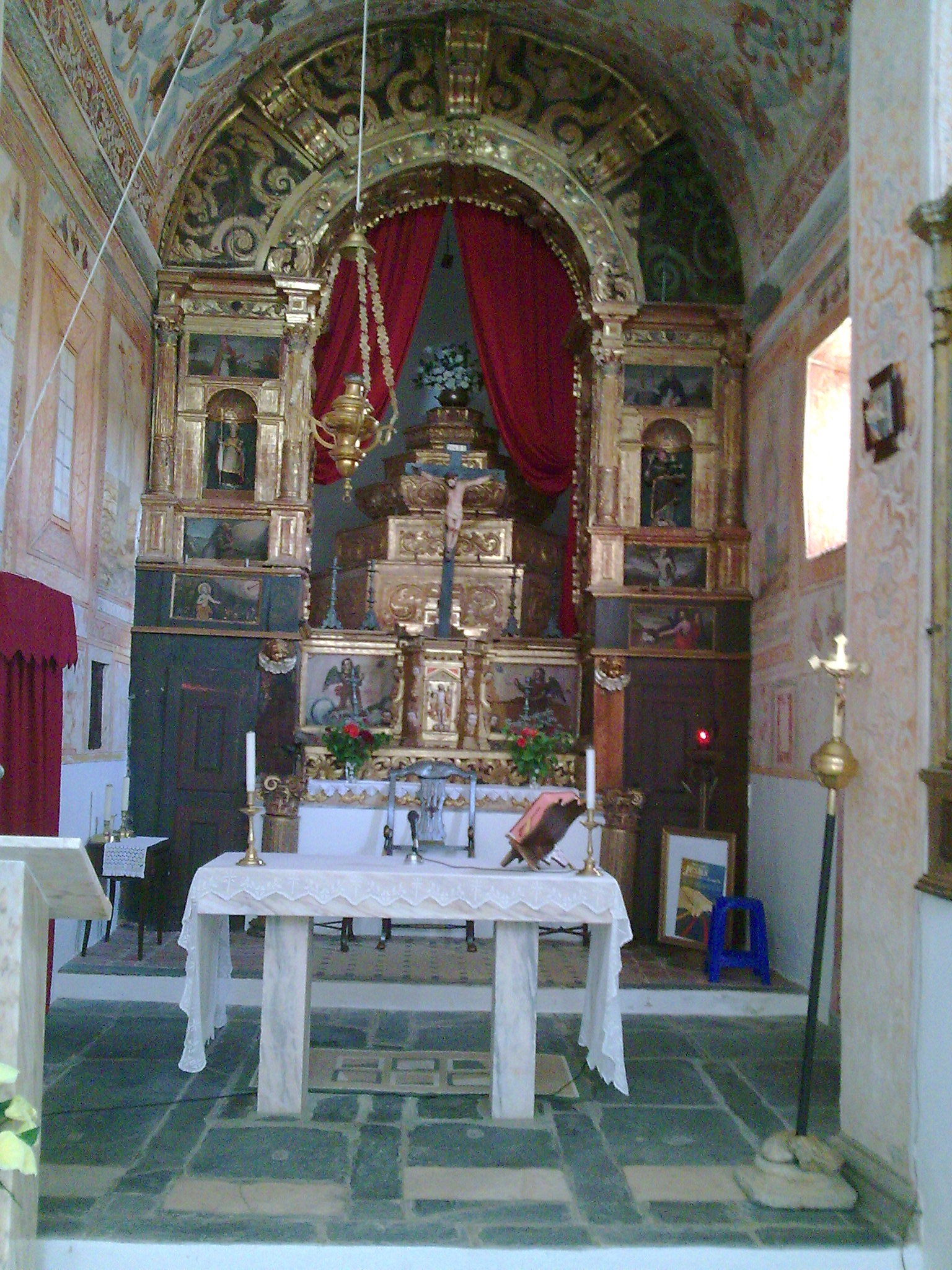
Altar da Igreja de Santa Susana
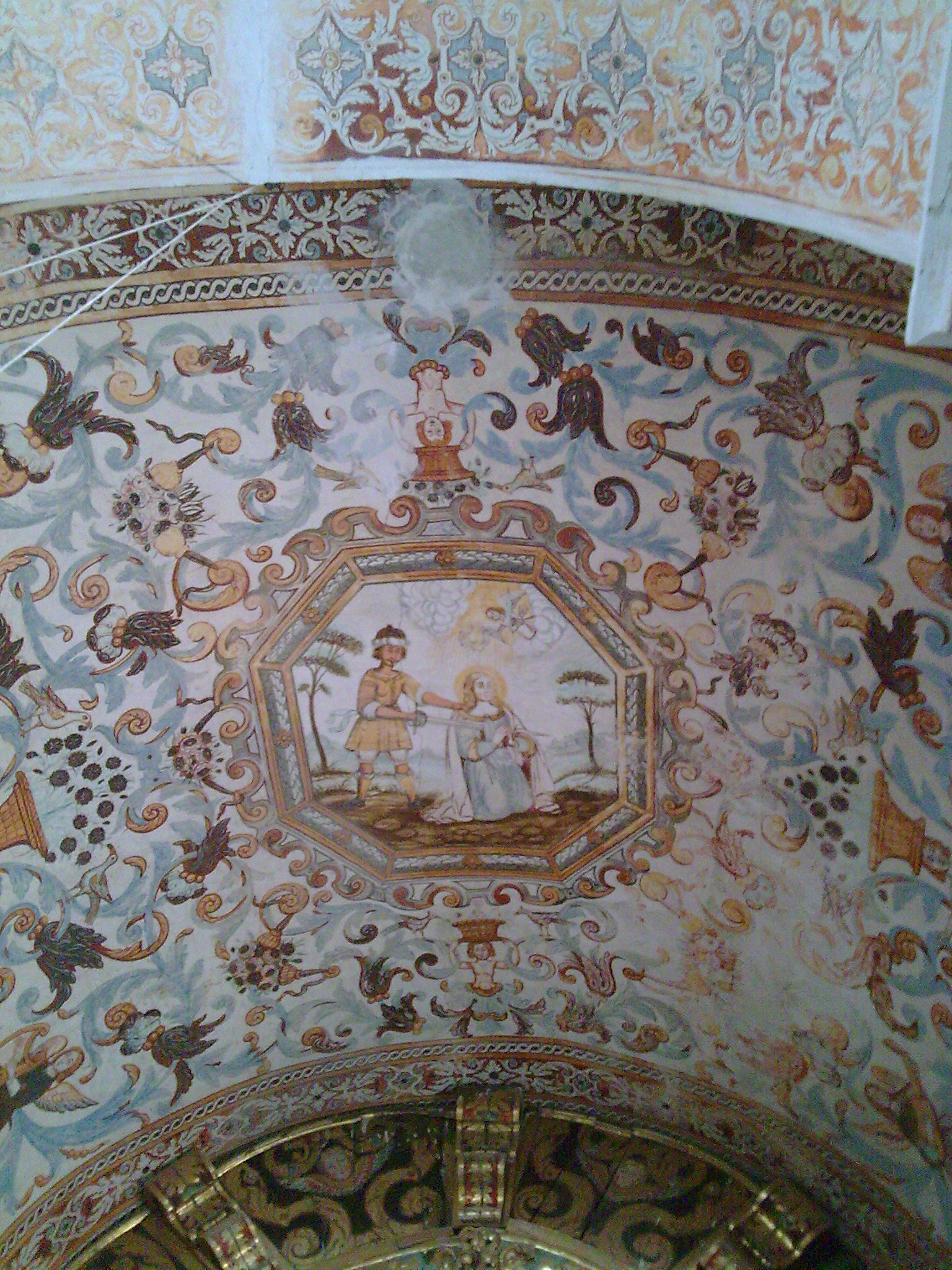
Gravura do martírio de Santa Susana no tecto da Igreja

## Tradições e Eventos

### Festa de Santa Susana

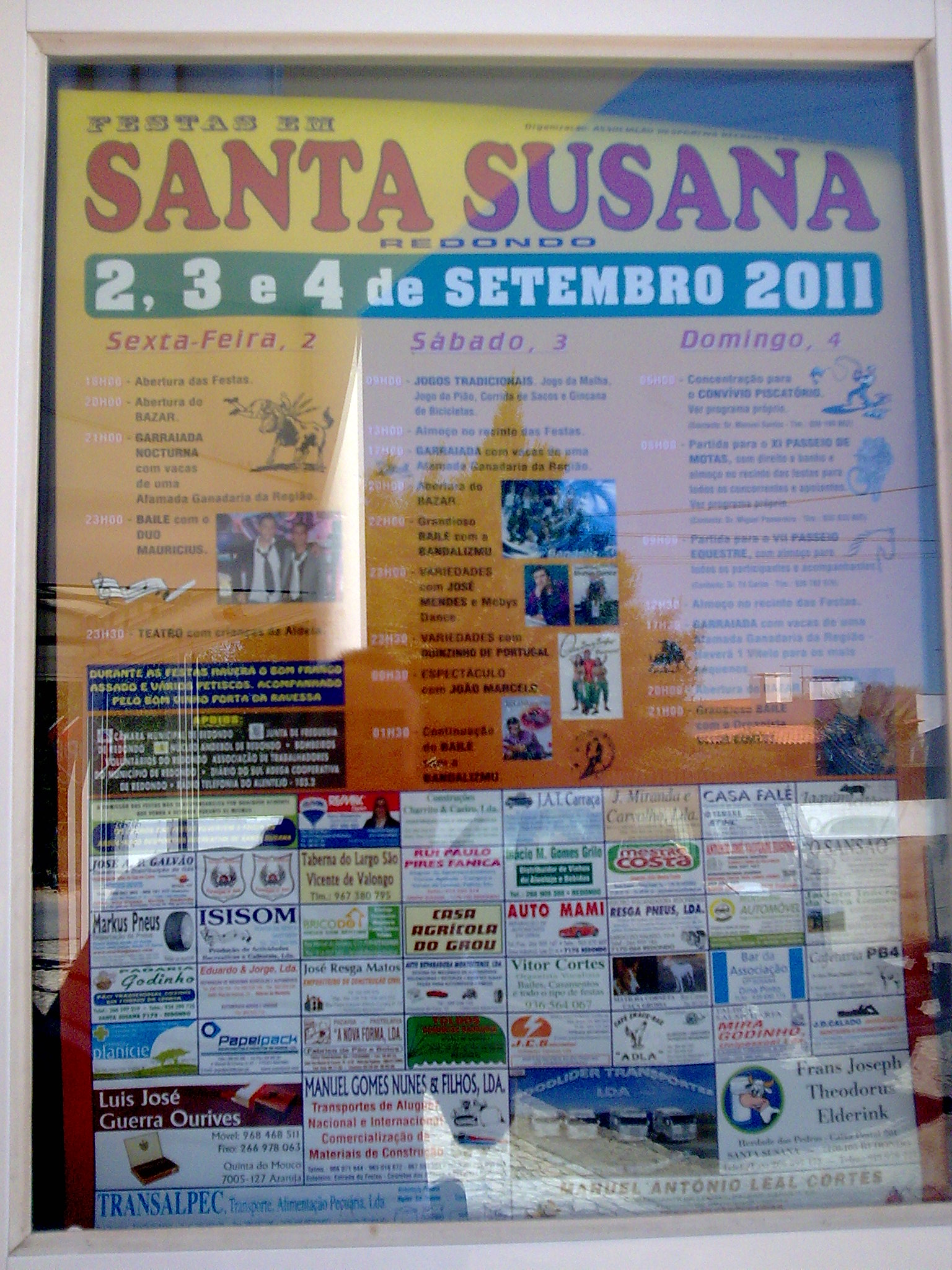
Cartaz de festas de Santa Susana 2011

A festa de Santa Susana é um evento anual que ocorre por tradição centenária no primeiro fim-de-semana do mês de Setembro e atrai todos os anos visitantes maioritariamente provenientes do Alentejo bem como alguns filhos da terra que retornam à aldeia pelas festividades e ainda curiosos vindos de vários locais do território nacional. As festas de Santa Susana contam sempre com concertos, actividades culturais e desportivas criando assim um ambiente de convívio entre todos. Esta festa é promovida pela Associação Cultural, Desportiva e Recreativa de Santa Susana que realiza ainda as tradicionais garraiadas, bem como passeios equestres e motorizados. O campo de futebol da aldeia é habitualmente palco desta festa onde os visitantes podem ainda contar com comes e bebes à boa maneira alentejana. Como principais atracções tem tido nos últimos anos a presença de José Mendes & Bailarinas, bem como de Vitor Cortes, ambos oriundos de Santa Susana. Ver nas Ligações externas o link para o evento das festas no Facebook.
Está disponível a Agenda Cultural Redondo 2011.

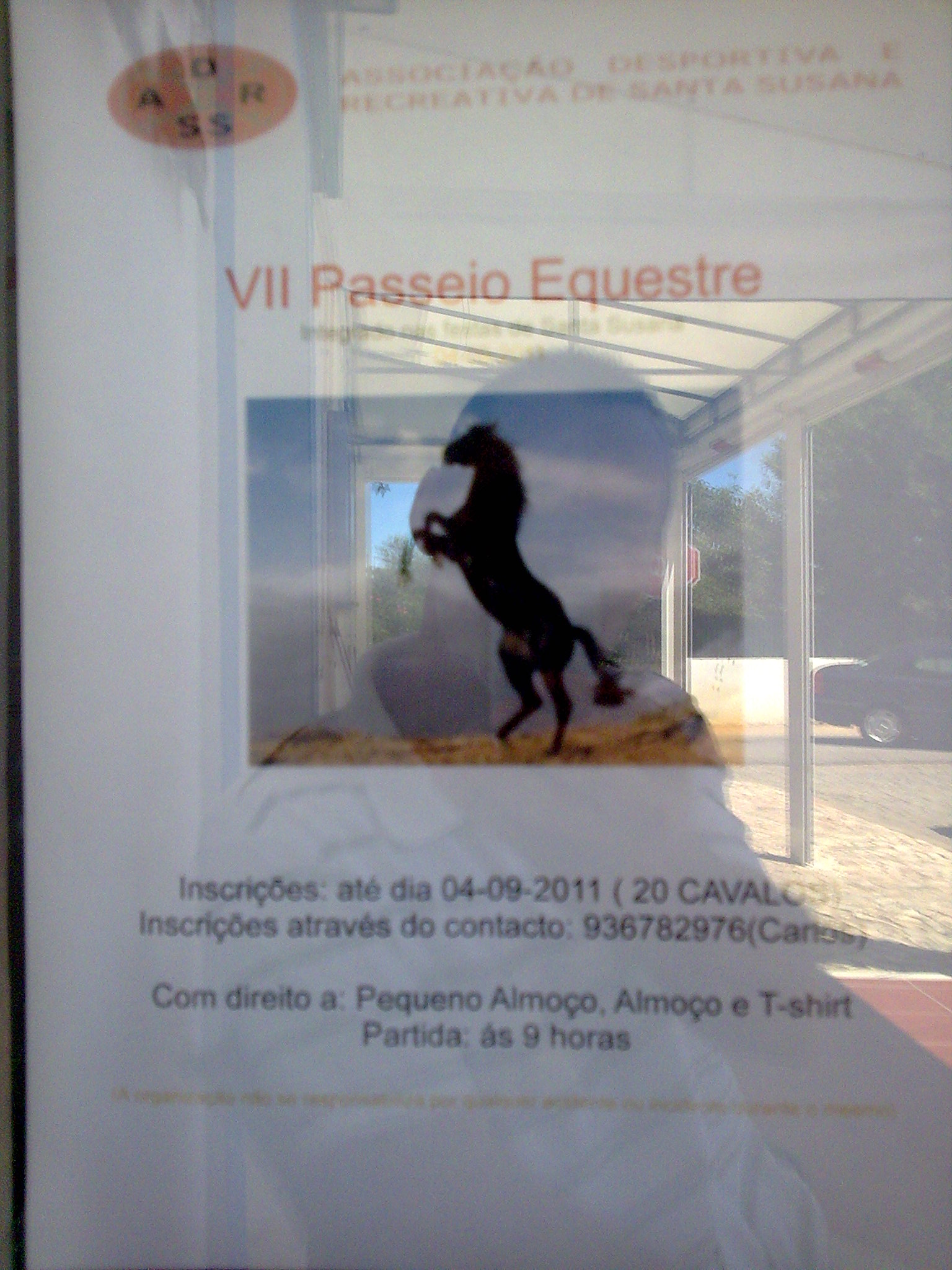
Cartaz do VII evento equestre de Santa Susana 2011
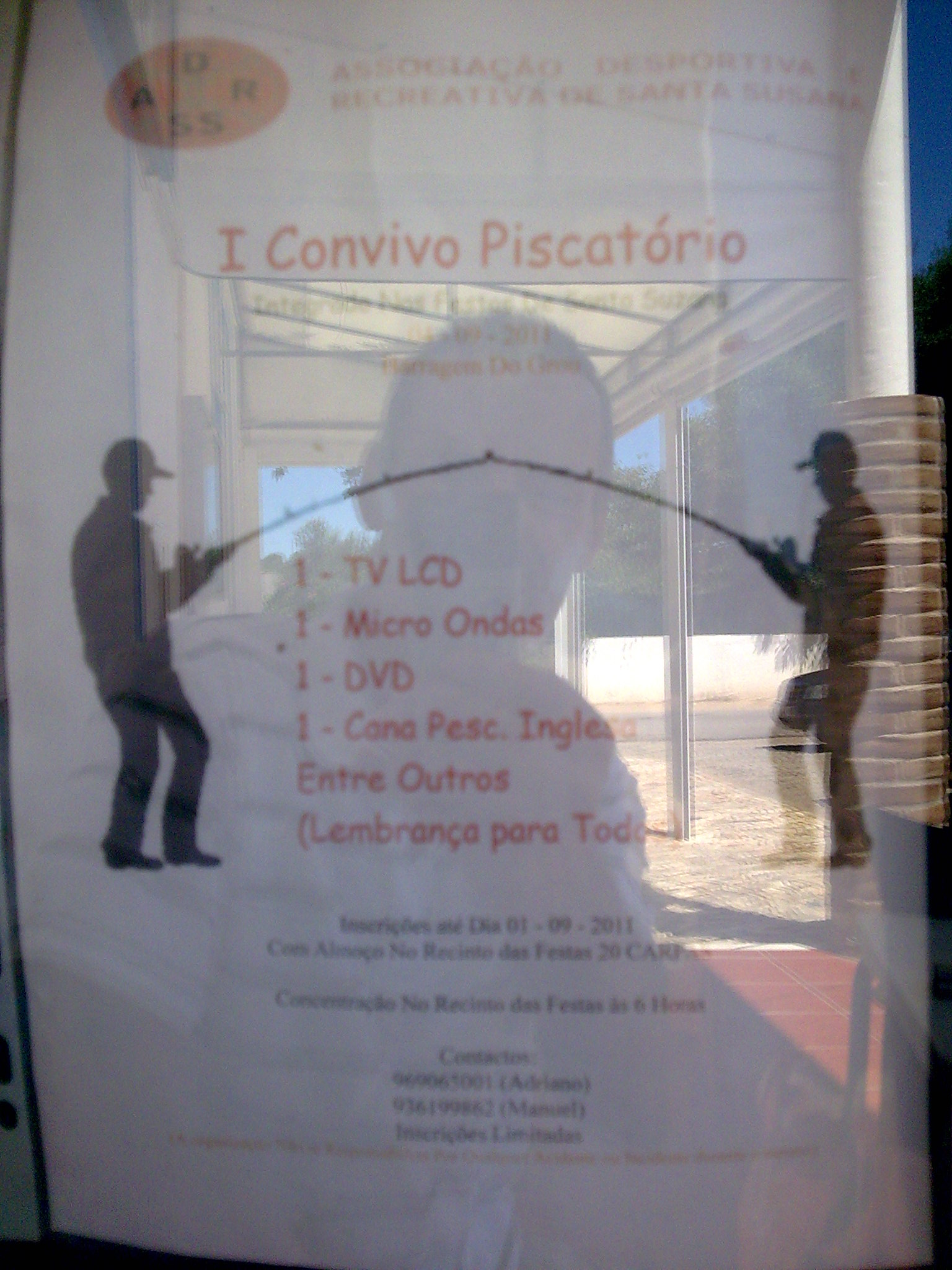
Cartaz do I evento piscatório Santa Susana 2011

### Passeios de TT
O moto clube de Santa Susana organiza anualmente passeios de todo o terreno. Este evento já conta com a 9ª edição que ocorreu no ano de 2010.

## Galeria

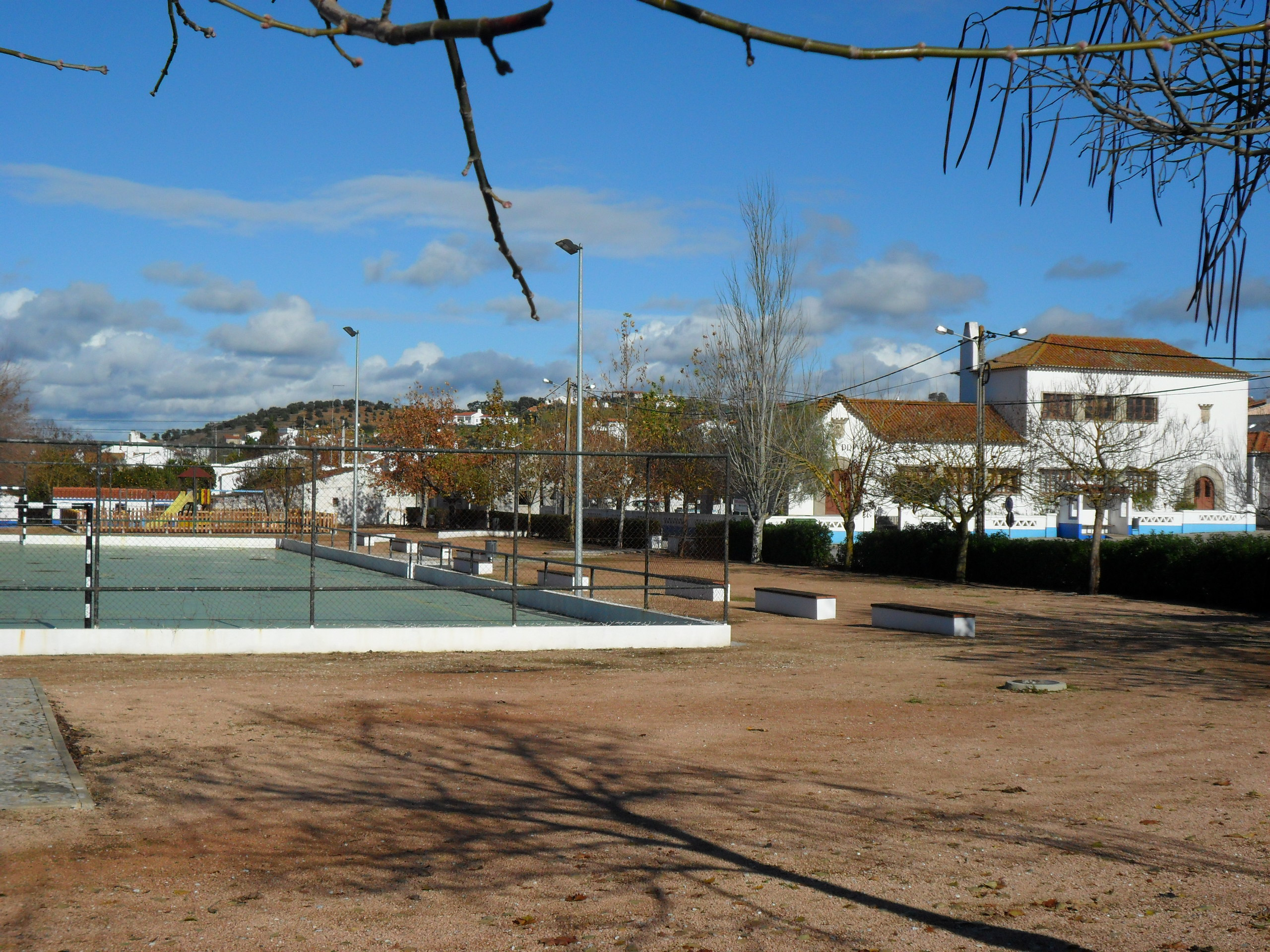
Escola e Campo de Santa Susana
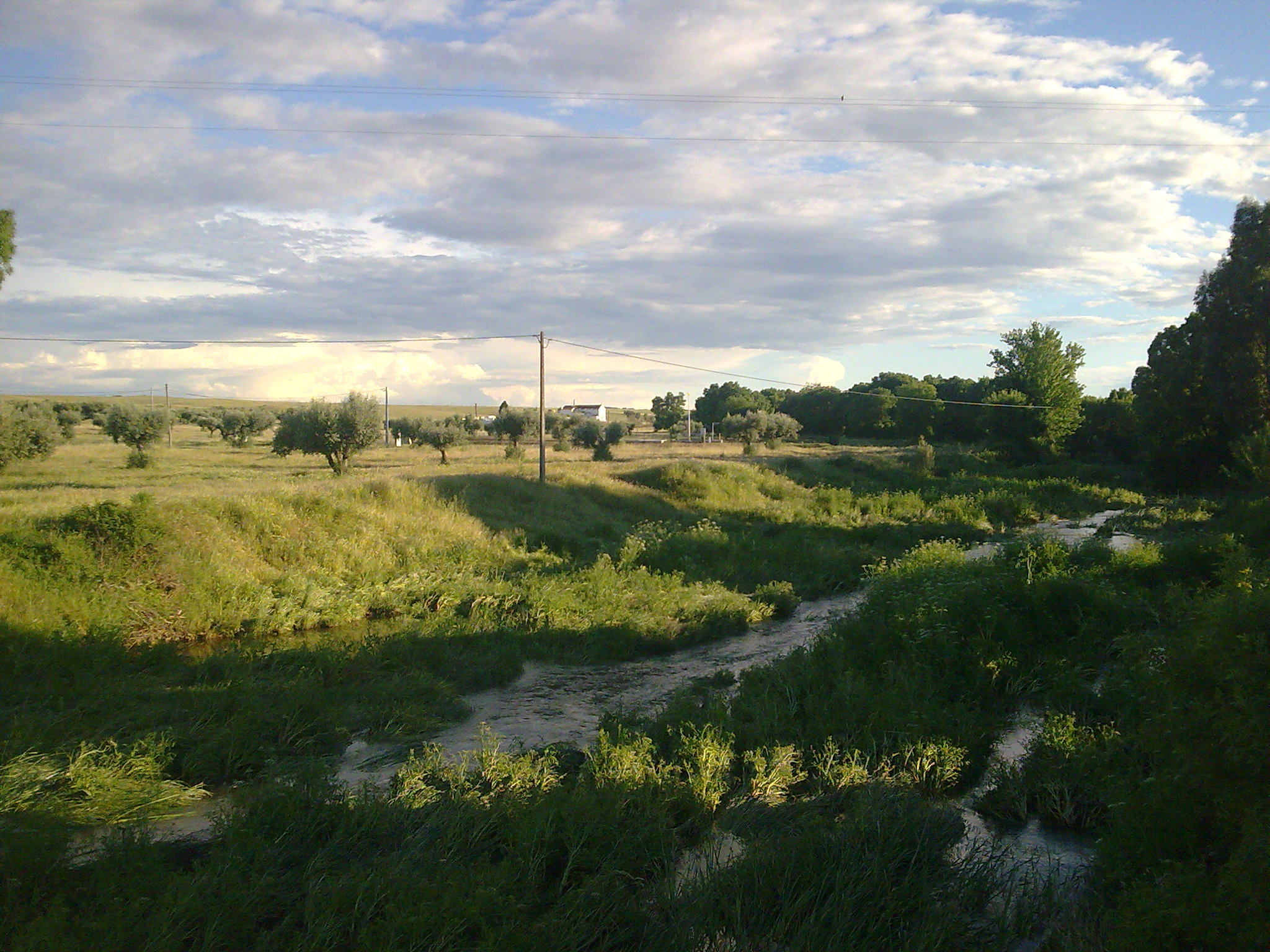
Vista da ribeira de Santa Susana
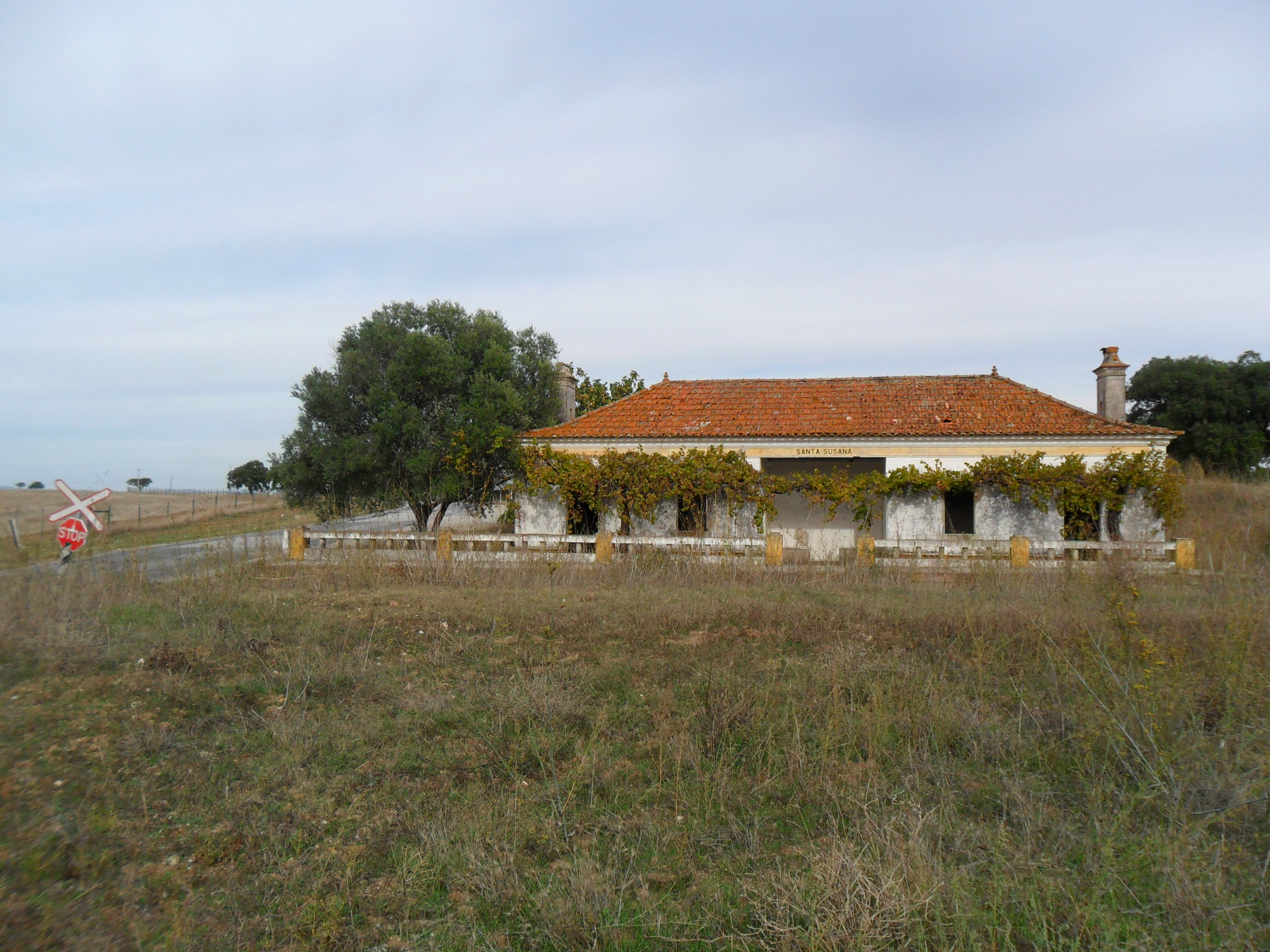
Apeadeiro de Santa Susana
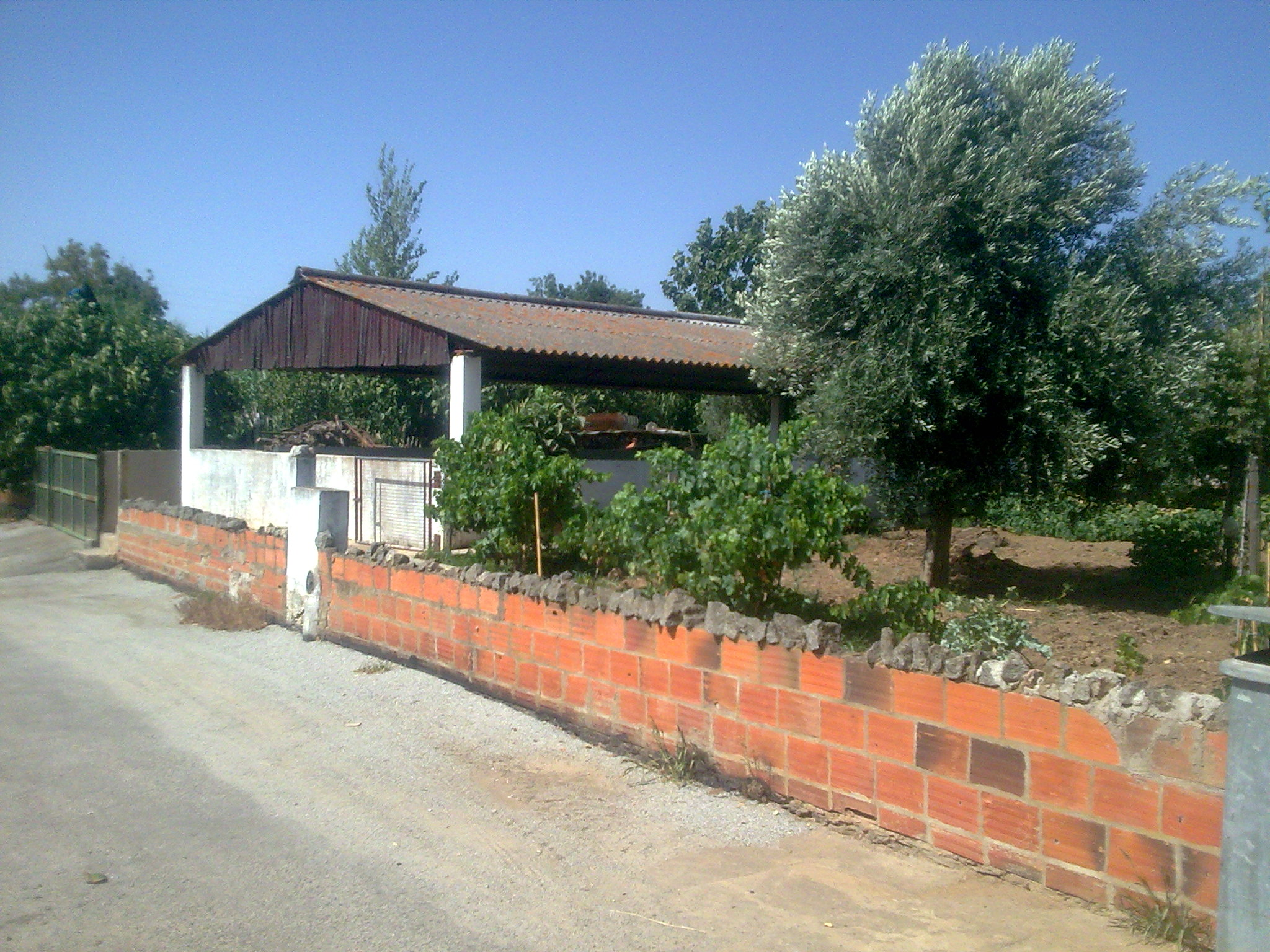
Antigo lavadouro de Santa Susana